# Data
La data è la convenzione per indicare un giorno specifico in un calendario, una lettera o in un altro documento, permettendo la sua individuazione nel passato o nel futuro.
La maggior parte delle convenzioni per rappresentare una data è definita con un formato che fornisce tre informazioni: il giorno del mese, il mese dell'anno e l'anno. In base all'utilizzo, può talvolta essere aggiunto il giorno della settimana (dal lunedì alla domenica) o riferimenti sul fuso orario quali il tempo coordinato universale.
Un particolare giorno della storia può essere rappresentato in differenti date in calendari diversi, ad esempio nel calendario gregoriano e nel calendario giuliano che sono entrambi utilizzati in modo ufficiale contemporaneamente in Stati diversi. Gli anni sono generalmente contati in modo progressivo a partire da un particolare anno convenzionale che riveste notevole importanza storico-religiosa oppure geologica. L'anno di partenza più comune (l'anno 1) è l'anno successivo a quello della nascita di Gesù come individuato da Dionigi il Piccolo. Intorno al 523, lo stesso monaco calcolò che l'anno 1 dell'era cristiana iniziava la settimana nell'anno 753 dalla fondazione di Roma (aUc: ab Urbe condita).
Negli esempi di seguito, si utilizza la data del 4 giugno 1996 (che fu un martedì).

## Simbologia
Esiste una simbologia, ripresa dalla normativa ISO 8601 (vedi sotto) ed usata nell'impostazione e nella regolazione della data su apparati elettronici ed informatici. Tale metodologia è diffusa anche per scopi differenti.
La simbologia è così strutturata:
- dd indica il giorno del mese (con 2 cifre);
- dddd indica il giorno della settimana. Se scritto insieme al giorno del mese, quest'ultimo è indicato solo con "d";
- mm indica il mese dell'anno in cifre;
- mmmm indica il mese dell'anno in lettere;
- yy indica l'anno (in cifre) senza indicazione del millennio;
- yyyy indica l'anno (in cifre) con indicazione del millennio.

Per esempio (con il formato giorno/mese/anno):
- dd/mm/yy significa 04/06/96
- dd/mm/yyyy significa 04/06/1996
- dddd d/mmmm/yyyy significa martedì 4 giugno 1996

Un altro formato, sintetico, è mmmm yyyy (per esempio, giugno 1996) utilizzato quando non si precisa il giorno ma soltanto mese e anno (notazione usata per indicare l'edizione di un libro, tra le altre): medesima osservazione vale nei casi in cui è indicato solo l'anno ("yyyy").
Le sigle sopra citate sono in lingua inglese; i corrispettivi in lingua italiana sono "gg" (giorno), "mm" (mese) e "aaaa" (anno, anche "aa").

## Calendario gregoriano, data rappresentata come giorno-mese-anno
Giorno/mese/anno è il formato di rappresentazione della data più diffuso al mondo. L'Italia e gran parte di Europa, America centrale e meridionale, Africa, Asia centrale e meridionale, Oceania adottano tale formato. In italiano è il modo di indicare una data nella lingua parlata e scritta. Ha origine dall'uso come incipit in documenti legali e religiosi di espressioni quali "Nel giorno quarto del mese di giugno dell'anno del Signore 1996". L'espressione, pur venendo sintetizzata nel tempo, ha mantenuto l'ordine degli elementi.
Alcuni esempi:
- "4 giugno 1996" (rappresentazione più comune per i parlanti in lingua italiana, in cui il mese ha l'iniziale minuscola)
- "IV giugno" (rappresentazione in cui l'anno è sottinteso; comune in toponimi italiani dedicati a eventi svoltisi in una data)[4]
- "4. Juni 1996" (rappresentazione più comune per i parlanti la lingua tedesca)
- "4/6/1996", "4-6-1996" (rappresentazione sintetica più comune per i parlanti l'italiano)
- "04.06.1996", "04-Giu-1996", "04Giu96" (formato sintetico, poco usato nella scrittura manuale)
- "04.06.96", "04/06/96" e con le varianti "4.6.96" o "4/6/96" (ovvero senza lo zero quando il giorno del mese è inferiore a 10, sebbene la forma sia impropria[5]), espressioni in cui si omette l'indicazione del millennio in quanto pleonastica, molto utilizzate nel formato breve tipico delle date espresse dagli schermi di dispositivi elettronici o informatici oppure quando serve brevità (ad esempio sui biglietti di trasporto o simili)
- [The] 4th [of] June 1996" (espressione tipica in inglese, dove "of" e "the" sono incluse nel parlato ma generalmente omesse nella scrittura)
- "Tuesday, 4 June 1996" (rappresentazione con indicazione del giorno della settimana, in inglese)
- "4/vi/96", "4.vi.96", "4-vi-96" o "4.VI.1996" (rappresentazione del mese con il sistema di numerazione romano, utilizzata talvolta in documenti della Santa Sede, in alcune scuole ed università e in francobolli bilingue canadesi)
- 4 giugno 1996 d.C.
- 04/Giu/1996 - utilizzata nel Common Log Format

In italiano per queste date, se necessario, si utilizza sempre l'articolo "il" ("l'" per 8 e 11). Nella burocrazia in italiano era diffuso, ma ora desueto, anteporre l'antico articolo plurale "li" (corrispondente all'odierno "i"/"gli") alle date con giorni dal 2 al 31; era diffuso, ma sbagliato, anche far precedere la data dall'avverbio "lì" accentato, che deriva da un'interpretazione errata di "li".

## Calendario gregoriano, data rappresentata come anno-mese-giorno
Anno/mese/giorno è il formato che ordina in modo progressivo le date come se fossero composte da un singolo numero e non da una sequenza di tre: utilizzando un numero fisso di numeri cardinali per indicare anno, mese e giorno, l'ordinamento crescente del testo in questo formato coincide con l'ordinamento cronologico crescente.
Questo formato è standard in alcuni paesi dell'Estremo oriente, in Canada, Ungheria, Svezia, presso le Forze armate statunitensi ed è molto diffuso per usi informatici. Esempi di rappresentazione:
- "1996-06-04": (standard Internet date/time format,[7] come da convenzione internazionale ISO 8601. Formato utilizzato diffusamente in Estremo oriente, in alcuni paesi europei e in Canada, ma non in maniera esclusiva[8])
- "1996 June 4", "1996Jun4", "1996Jun04", "1996-Jun-4", "1996-Jun-04", "1996-Jun-4, Tuesday" (altri esempi di rappresentazione nello stesso formato)
- "1996. június 4." (formato ungherese ufficiale)
- "1996. jún. 4.", "1996. 6. 4.", "1996. VI. 4." (formati ungheresi sintetici)
- "1996.6.4" (formato comune in Cina, con punti e senza 0 per mantenere costante il numero delle cifre)
- "19960604": il "basic format" a 8 cifre previsto dall'ISO 8601, comune nell'elaborazione di dati e sempre più diffuso per indicare la data nei nomi di files informatici.

## Calendario gregoriano, data rappresentata come mese-giorno-anno
Mese/giorno/anno è il formato principalmente utilizzato negli Stati Uniti e diffuso in Canada. Alcuni esempi:
- "Tuesday, June 4, 1996"
- "June 4, 1996"
- "Jun. 4, 1996"
- "6/4/1996", "6-4-1996", "6.4.1996", "06.04.96", "06/04/96"

È letto come:
- "Tuesday, June 4"

## Ambiguità più comuni
Le ambiguità più comuni sorgono tra i formati giorno/mese/anno (formato più diffuso in generale) e mese/giorno/anno (formato più diffuso negli USA) quando il mese non è indicato per esteso e il giorno è inferiore a 13. Per esempio 09/06/1993 in Europa viene generalmente interpretato come 9 giugno 1993, mentre negli USA come settembre 6 1993. Ulteriori ambiguità possono insorgere se l'anno è indicato soltanto con due cifre.

## Utilizzo della settimana dell'anno
Molte aziende in Europa utilizzano il formato settimana/giorno o anno/settimana per la programmazione dei lavori, dei progetti e delle consegne. Ad esempio "w43" ovvero "settimana (week) 43", "w43-1" ovvero "lunedì della settimana 43"; se serve indicare l'anno, "w1443" ovvero "settimana 43 dell'anno 2014".